# Hagenbachia
Hagenbachia là một chi thực vật có hoa trong họ Asparagaceae.